# Couches
Couches és un municipi francès, situat al departament de Saona i Loira i a la regió de Borgonya - Franc Comtat. L'any 2007 tenia 1.486 habitants.

## Demografia

### Població
El 2007 la població de fet de Couches era de 1.486 persones. Hi havia 572 famílies, de les quals 188 eren unipersonals (92 homes vivint sols i 96 dones vivint soles), 188 parelles sense fills, 168 parelles amb fills i 28 famílies monoparentals amb fills.
La població ha evolucionat segons el següent gràfic:
Habitants censats

### Habitatges
El 2007 hi havia 768 habitatges, 583 eren l'habitatge principal de la família, 97 eren segones residències i 88 estaven desocupats. 639 eren cases i 124 eren apartaments. Dels 583 habitatges principals, 400 estaven ocupats pels seus propietaris, 158 estaven llogats i ocupats pels llogaters i 25 estaven cedits a títol gratuït; 7 tenien una cambra, 46 en tenien dues, 114 en tenien tres, 159 en tenien quatre i 258 en tenien cinc o més. 393 habitatges disposaven pel capbaix d'una plaça de pàrquing. A 257 habitatges hi havia un automòbil i a 239 n'hi havia dos o més.

### Piràmide de població
La piràmide de població per edats i sexe el 2009 era:
| Homes | Edats   | Dones |
| ----- | ------- | ----- |
| 8     | 95 o +  | 4     |
| 12    | 90 a 94 | 36    |
| 4     | 85 a 89 | 40    |
| 12    | 80 a 84 | 12    |
| 44    | 75 a 79 | 52    |
| 56    | 70 a 74 | 56    |
| 40    | 65 a 69 | 48    |
| 48    | 60 a 64 | 48    |
| 36    | 55 a 59 | 36    |
| 72    | 50 a 54 | 56    |
| 44    | 45 a 49 | 20    |
| 56    | 40 a 44 | 48    |
| 32    | 35 a 39 | 44    |
| 40    | 30 a 34 | 28    |
| 52    | 25 a 29 | 36    |
| 36    | 20 a 24 | 8     |
| 32    | 15 a 19 | 52    |
| 20    | 10 a 14 | 36    |
| 48    | 5 a 9   | 32    |
| 16    | 0 a 4   | 28    |

## Economia
El 2007 la població en edat de treballar era de 843 persones, 613 eren actives i 230 eren inactives. De les 613 persones actives 560 estaven ocupades (297 homes i 263 dones) i 54 estaven aturades (23 homes i 31 dones). De les 230 persones inactives 93 estaven jubilades, 54 estaven estudiant i 83 estaven classificades com a «altres inactius».

### Ingressos
El 2009 a Couches hi havia 588 unitats fiscals que integraven 1.302 persones, la mediana anual d'ingressos fiscals per persona era de 18.326,5 €.

### Activitats econòmiques
Dels 65 establiments que hi havia el 2007, 2 eren d'empreses alimentàries, 3 d'empreses de fabricació d'altres productes industrials, 10 d'empreses de construcció, 13 d'empreses de comerç i reparació d'automòbils, 2 d'empreses de transport, 7 d'empreses d'hostatgeria i restauració, 2 d'empreses financeres, 3 d'empreses immobiliàries, 7 d'empreses de serveis, 14 d'entitats de l'administració pública i 2 d'empreses classificades com a «altres activitats de serveis».
Dels 21 establiments de servei als particulars que hi havia el 2009, 1 era una gendarmeria, 2 oficines bancàries, 1 taller de reparació d'automòbils i de material agrícola, 4 paletes, 1 guixaire pintor, 2 fusteries, 1 lampisteria, 2 electricistes, 2 perruqueries, 3 restaurants i 2 agències immobiliàries.
Dels 6 establiments comercials que hi havia el 2009, 1 era una gran superfície de material de bricolatge, 1 una botiga de més de 120 m², 1 una botiga de menys de 120 m², 1 una fleca, 1 una peixateria i 1 una joieria.
L'any 2000 a Couches hi havia 20 explotacions agrícoles que ocupaven un total de 952 hectàrees.

## Equipaments sanitaris i escolars
El 2009 hi havia 1 hospital de tractaments de mitja durada (seguiment i rehabilitació), 1 farmàcia i 1 ambulància.
El 2009 hi havia una escola elemental. Couches disposava d'un col·legi d'educació secundària amb 282 alumnes.

## Poblacions més properes
El següent diagrama mostra les poblacions més properes.